# The Frozen Limits
The Frozen Limits ist eine britische Western-Komödie aus dem Jahr 1939. Der Slapstick-Film mit der sechsköpfigen britischen Komikertruppe The Crazy Gang wurde von Marcel Varnel inszeniert und im deutschen Sprachraum nicht aufgeführt.

## Handlung
Die Gruppe der 'Six Wonder Boys' treten mit ihren Liedern bei einer Jahrmarktsveranstaltung auf, bei der die Zuschauer allerdings nur Augen für die gegenüber tanzenden 'Hula Hula Girls' haben. Da die sechs Männer somit keinerlei Einnahmen erzielen und Ärger mit ihrer Vermieterin wie auch dem Rummelbetreiber haben, machen sie sich nach der Lektüre eines Zeitungsartikels in Richtung Yukon auf, um am dortigen Goldrausch zu partizipieren.
Zu ihrer Überraschung entpuppt sich die Kommune Red Gulch als Geisterstadt, bewohnt nur vom alten und leicht verrückten Tom Tiddler und seiner hübschen Enkelin Jill. Irgendwann merkt das Sextett, dass die Zeitung, die gelesen wurde, bereits 40 Jahre alt ist. Ungeachtet der Tatsache, dass der Goldrausch längst vorbei ist, glaubt Tiddler an das Vorhandensein von gelbem Edelmetall. Und nicht nur das: Wenig später taucht in der Unterkunft der Briten ein Nugget auf, den der alte offensichtlich beim Schlafwandeln gefunden hat. Unvorsichtigerweise erfährt der Schurke McGrew in der Nachbarkommune Canyonville davon, und schon bald ist eine große Menschenmenge auf dem Weg nach Red Gulch. Die kampfunerfahrenen Entertainer sehen sich schon bald größter Gefahren für Leib und Seele ausgesetzt, doch Tex O’Brien, ein befreundeter Trapper, holt die berittene Polizei zur Hilfe, und nach der Verhaftung McGrew's treten sechs reich gewordene Angelsachsen die Heimreise an.

## Kritik
Der Film wurde durchweg positiv aufgenommen, so von Hal Erickson. Matthew Coniam nennt den Film im Vergleich zu anderen Werken der Crazy Gang „in der Erzählweise merklich gezügelt, aber dennoch voller erinnerungswürdiger Szenen.“

## Bemerkungen
Der von den Mitgliedern der „Crazy Gang“ in den Hauptrollen dargestellte Film war der britische Kassenschlager des Jahres 1940. Graham Greene bezeichnete ihn als den lustigsten englischen Film, der je produziert wurde.
Die im Film zu hörenden Lieder sind „Always getting your man“ sowie „Hi Ho“ aus Walt Disneys Zeichentrickfilm Schneewittchen und die sieben Zwerge (1937). Letztere werden hier in einer kurzen Szene von der Gang parodiert.
Wie schon mit Alastair Sim im Crazy-Gang-Vorgänger Alf's Button Afloat (1938) spielt mit Moore Marriott auch hier ein hochkarätiger Komiker mit, der den sechs Hauptdarstellern ein ums andere Mal die Schau zu stehlen droht. Marriott war auf die Darstellung quirliger, verschrobener alter Greise spezialisiert und als solcher vor allem aus den Filmen Will Hays und Arthur Askeys bekannt.